# Sin nombre
Sin nombre (del latín: Nomen nescio ‘desconozco el nombre’)[cita requerida] o N.N. por sus iniciales en latín, es una de las maneras para referirse a alguien indeterminado o sin una identidad específica, ya sea porque se desconoce el nombre real de la persona o para ser usado en un caso hipotético. Para los mismos fines, son utilizados también los nombres: fulano, mengano, zutano, perengano.

## Uso
Las iniciales "N.N." son usadas comúnmente con el mismo propósito y provienen de la expresión latina nomen nescio (literalmente «desconozco el nombre»). En español suele interpretarse como Ningún Nombre y en inglés como No Name. 
En la Roma antigua solía utilizarse el supuesto nombre: Numerio Negidio, siendo Numerio un auténtico praenomen pero similar a la forma verbal latina; «yo pago», mientras que Negidio, era la forma verbal «me niego» usada como nombre de una presunta gens.  Así, Numerio Negidio, equivalía a «me niego a pagar» y por esta razón se utilizaba como el nombre de un acusado en un hipotético proceso judicial.
Otras variantes en español son: "Fulano", "Mengano", "Zutano"; Las dos primeras: fulano y mengano proceden del árabe fulān فلان (con sentido similar al castellano) y من كان man kān (literalmente, «quien fuese»). Sus diminutivos son; Fulanito, Menganito, Zutanito y sus formas  femeninas; Fulana, Mengana, Zutana. Suelen ser usados juntos en el habla popular: Fulano, Mengano y Zutano; acostumbrándose a utilizar el de «fulano» en primer lugar, seguido de alguno de los otros tres en diferente orden. Perengano y Perencejo son formas derivadas por analogía con Pérez. Así también "Juan Pérez", "Pedro Pérez" o "Juan González", nombres y apellidos comunes en español, se usan como nombres convencionales para alguien sin nombre o para designar a cualquier persona.
En distintas lenguas y diferentes países se emplean, en lugar o en adición de la sigla N. N., nombres supuestos: Ver la lista extendida más abajo. 
En términos jurídicos y legales, se utiliza la letra "N" para mantener anónima la identidad de quien pudo haber sido víctima o cometedor de un delito de cualquier tipo. Se acompaña del nombre principal o primer nombre del involucrado en la acción de legalidad, quedando como ejemplo el -nombre de la persona- + "N".
La letra "N" es utilizada jurídica y policialmente para no revelar y proteger la identidad de una víctima o comisionado de un delito.

## Desapariciones forzadas
Las siglas NN aparecían en el Decreto Nacht und Nebel (también conocido como Decreto NN) de la Alemania nazi, el cual estaba llamado con base en la "Noche y la Niebla" y que asimismo no declaraba sus víctimas. Los prisioneros tomados en aplicación de este decreto eran deportados de manera oculta, sin que se conservase testimonio o registro de los hechos y sus circunstancias, a campos de concentración específicos como el de Struthof-Natzweiler, en la Alsacia anexionada, o el de Gross-Rosen, en Alemania, donde eran identificados en sus ropas con las letras NN y conocidos como prisioneros NN.
Años más tarde, en la extensión de esta política por parte de los regímenes dictatoriales de América Latina y el Caribe durante la década de 1970, se llamaba N. N. a los desaparecidos por el terrorismo de Estado.

## Nombres indeterminados en el Derecho
En Estados Unidos, comúnmente se emplea el nombre John Doe  en las acciones legales o discusiones legales, en el caso de los hombres, para reemplazar un nombre (para mantener el real anónimo) o porque se desconoce también el nombre real. Los cadáveres o los pacientes de las salas de urgencias, cuya identidad se desconoce, son conocidos como John Doe. En el caso de las mujeres se utiliza el nombre de Jane Doe. El nombre que se emplea para un niño o bebé que se encuentra en el mismo caso es Baby Doe. Si hay parientes que se hallan en la misma situación, se utiliza el nombre de James Doe, Judy Doe, etc.
El apellido Doe suele usarse por demandantes o demandados que prefieren mantener su nombre real anónimo o porque su nombre es desconocido. Otros nombres usualmente utilizados por partes que quieren permanecer anónimas, particularmente por demandantes, son Richard Roe en el caso de los hombres, y Jane Roe para las mujeres (la más conocida Jane Roe es Norma McCorvey, por el caso Roe contra Wade).

## Otras denominaciones utilizadas alrededor del mundo
Diversos nombres ficticios que se emplean para las personas desconocidas o sin especificar en diversos países en un contexto informal.
| Alemania             | Max y Erika Mustermann, Lieschen Müller, Otto Normalverbraucher, Meier/Müller/Schulze, Hinz & Kunz, NN. |
| Arabia               | Fulan (En árabe: فلان) (femenino equivalente: Fulanah, فلانة), Ellan (علان) como un compañero. Majhoul (En árabe: مجهول). |
| Argentina            | Fulano, Mengano, Zutano, Fulano de Tal, Juan de los Palotes, Juan Pérez. En sentido más restringido: Doña Rosa, Doña María, para designar a una mujer común; Magoya, Montoto, Cadorna, Carlitos, Mongo Aurelio para implicar que nadie se hace cargo; Cualquier hijo/a de Vecino como indicación de persona común. Jaimito, diminutivo de Jaime, es el nombre supuesto del niño terrible en los relatos cómicos. En la jerga policial, Natalia Natalia indica un N.N. ya que en el código de radio Natalia representa a la letra N; Natalia. |
| Australia            | Fred Nerk, Joe Blow, Joe Bloggs, John Citizen, Joe Farnarkle, John Barry, Simon McCool. |
| Austria              | Hans Meier, Hans Maier, Hans Mayer, Max Muster (mann), Herr und Frau Österreicher ("Sr. y Sra. Austríacos"). |
| Bélgica              | Jean Dupont, Jan Janssen, Jos Joskens, Duschmol, Duchien. |
| Bolivia              | Perico de los Palotes, Juan Pérez, NN, Fulano de tal, Mengano, Zutano, Don Nadie, El Cumpa. |
| Bosnia y Herzegovina | Marko Marković, Petar Petrović, Sima Simić. |
| Brasil               | Fulano (de Tal), Sicrano, Beltrano, João Ninguém, João da Silva, Zé da Silva, Zé Ninguém, Zé das Couves, Dunha, Dona Maria, Tício, Caio, Semprônio e Mévio. |
| Bulgaria             | Иван Иванов (Ivan Ivanov), лицето Х (la persona X). |
| Canadá               | G. Raymond (masculino/femenino, inglés o francés) por lo cual se usa para denominar a cualquier usuario de tarjetas de crédito o de identidad. John Jones en el área anglófona y Jos Bleau (adaptación de Joe Blow) en el Quebec francófono. |
| Chile                | Juan Pérez, Fulano, Mengano, Zutano, Fulano de tal, Perico de los Palotes, Perico, N.N, Claudita Pérez, la señora Juanita. "Pedro, Juan y Diego" hace referencia a un grupo indeterminado, como sinónimo de "cualquiera". Asimismo, se usa el apellido Moya: en su uso más habitual, si en una conversación alguien hace una pregunta y sus interlocutores no conocen la respuesta, estos suelen contestar "sepa Moya". También es muy usado el Juanito y Pepito para representar a ciertos individuos que podrían representar a alguien (ejemplo: Una vez, Pepito iba caminando hacia su casa cuando...) |
| China                | 无名氏 (Pinyin: Wúmíng Shì, literalmente "Sr./Sra. Sin Nombre"); 某某 (Pinyin: Mǒu Mǒu, "tal y tal"); 赵大 (Pinyin: Zhào Dà, literalmente "Zhao Grande"), 钱二 (Pinyin: Qián Èr, "Qian 2"), 孙三 (Pinyin: Sūn Sān, "Sun 3"), 张三 (Pinyin: Zhāng Sān, "Zhang 3"), 李四 (Pinyin: Lǐ Sì, "Li 4"), 王五 (Pinyin: Wáng Wǔ, "Wang 5"),...; 某甲 (Pinyin: Mǒu Jiǎ, literally "un tal A"), 某乙 (Pinyin: Mǒu Yǐ, "un tal B"), 某丙 (Pinyin: Mǒu Bǐng, "un tal C"),...; 小强，小明，王尼玛，李尼玛，李毅大帝... |
| Colombia             | Juan Pérez, Juancho (Variante de Juan), Juancho Polo (usado usualmente en la costa atlántica), Fulano de tal (del árabe: Fulan), Mengano, Pepito/Pedro Pérez, Zutano, Perencejo, Perencebo. Si en una conversación alguien hace una pregunta y sus interlocutores no conocen la respuesta, estos suelen contestar "sabrá Mandrake", o "Beto a saber". |
| Corea                | 홍길동 (洪吉童, Hong Gil-dong; masculino), 심청 (沈淸, Shim Cheong; femenino) 철수 (Cheol-soo, masculino), 영희 (Yeong-hee; femenino) |
| Costa Rica           | Juan Pérez, Fulano de tal, Mengano, Zutano, Perencejo, Perico de los Palotes, Juan Vainas, o algún "sopla carruchas". Si en una conversación alguien hace una pregunta y sus interlocutores no conocen la respuesta, estos suelen contestar "sepa Judas" o "Beto" (por la relación fonética de la frase "Ve tú a saber".) |
| Croacia              | Ivan Horvat, Pero Perić, N.N. ("Nepoznati Netko", "Alguien Desconocido"). |
| Cuba                 | Fulano, Mengano, Ciclano / Siclano, Esperancejo (equivalente femenino: Fulana, Mengana, Ciclana / Siclana, Esperanceja.) Apellido opcional: de Tal (ús. gen. con Fulano) |
| Curazao              | Huan Bimba, Fulano i tal, |
| Dinamarca            | N.N. (latín nomen nescio, "desconozco el nombre"). Más informal, el término Hr. og Fru Danmark ("Sr. y Sra. Dinamarca") |
| Ecuador              | Juan Pérez, Fulano, Zutano, Mengano, Juan Piguave, Perico de los Palotes. |
| El Salvador          | Fulano, Zutano, Mengano y Perengano, Chutano, Don Nadie además de sus equivalentes femeninos (fulana, zutana/sutana, mengana y perengana, Chutana, Doña Nadie o Niña Nadie) y sus variantes y diminutivos (Fulanito, Fulano de Tal, Fulanito de tal, Zutanito/Zutanita, Menganito, Menganito de cual, Zutanito, Perenganito, Chutanito), también se usa el "beto asaber", Juan Pérez, Juan vendemelasconservas (en tono burlesco), Sepa Judas, Un X, El Incógnito, Vendemelasconservas, Señor de Tal, El Ende, Juan Pérez y sus variantes (Pedro Pérez, Jorge Pérez, etc.) Beto, Perencejo, Don Chon, Juana la Cotona, Chico Perico, Un cristiano, Elsu (De "El Sujeto") |
| Eslovaquia           | Ján Novák, (humorísticamente) Jožko Mrkvička. |
| Eslovenia            | Janez Novak |
| España               | Fulano, Zutano, Mengano y Perengano, además de sus equivalentes femeninos (Fulana, Zutana/Sutana, Mengana y Perengana) y sus variantes y diminutivos (Fulanito, Fulano de Tal, Fulanito de tal, Zutanito/Zutanita, Menganito, Menganito de cual, etc.). También se suelen usar: Juan Español como encarnación del "español medio", así como los nombres señor García, Doña María, Pepe Pérez, Perico (el) de los palotes, Jaimito, Don Nadie, Juan Nadie y Pepe Luis. En Cataluña: en Pau, en Pere y en Berenguera. Refrán que se refiere a personas de igual maldad: «Tant és en Pere com en Berenguera, com el qui li va darrere». |
| Estados Unidos       | John Doe, Jane Doe, John Q. Public, Joe Blow, Joe Schmoe, Joe Sixpack, John Smith, Eddie Punchclock, Joe Botts (particularmente en Nueva York), J. S. Ragman, Vinnie Boombotz (particularmente en Nueva York), Lucas Hood. |
| Estonia              | Jaan Tamm (masculino), Tädi Maali (una mujer de edad, literalmente "tía Maali"). |
| Filipinas            | Juan de la Cruz, Juanita de la Cruz. |
| Finlandia            | Matti Meikäläinen (masculino/genérico) y Maija Meikäläinen (femenino). |
| Francia              | Jean Dupont, Paul Martin, Monsieur Durand, Monsieur Untel/ Madame Unetelle, Monsieur/Madame X, Pierre-Paul-Jacques forman una especie de "Fulano -Mengano - Zutano", por lo corriente de los tres nombres. En ocasiones puede ser usado para denominar a un solo cualquiera, en lugar de a tres. |
| Grecia               | Γιῶργος Τάδε (Giorgos Tade, masculino), Μαρία Τάδε (Maria Tade, femenino), Τάδε Ταδόπουλος (Tade Tadopoulos, masculino), Τάδε Ταδοπούλου (Tade Tadopulou, femenino), ὁ/ἡ Δείνα (su compañero), ὁ Φούφουτος (O Foufoutos), Ἕνας Κάποιος (Enas Kapoios), Α. Β. Κάτοχος (A.B. Katohos, utilizado para las muestras de tarjeta de crédito). |
| Guatemala            | Juan Pérez, Fulano, Mengano, Zutano, Perencejo. |
| Hong Kong y Macao    | 陳大文 (masculino), 陳小明 (niño). |
| Hungría              | Gipsz Jakab, Jóska Pista, Kovács János, Pityi Palkó, Ribizli Gizi, XY. |
| India                | Naamalum (Utilizado en propósitos judiciales) नामालुम (in Devnagri). Traducido directamente como "desconocido". |
| Indonesia            | Si Anu / Fulan |
| Irán                 | Folani (Persian: فُلانی), Felani (Persian: فلانی), Yaroo (Persian: ِیارو) |
| Irlanda              | Seán and Síle Citizen; Seán Ó Rudaí, de rud = cosa |
| Islandia             | Meðal-Jón, Meðal-Jóna, Jón Jónsson, Jóna Jónsdóttir. |
| Islas Feroe          | Miðalhampamaður |
| Israel               | Israel Israeli ישראל ישראלי y también Ploni פלוני o el último combinado con Almoni אלמוני (lit. "Anónimo") a Ploni Almoni. Otro nombre usado es Moshe Cohen משה כהן. |
| Italia               | Tizio, Caio e Sempronio (e Mevio), Mario Rossi, Pinco Pallino, Tal dei Tali, Coso, Fritz. |
| Japón                | Los japoneses dicen “Nanashi-no-Gombei”, algo así como “Sin nombre, Tal y tal”. 山田太郎 (Yamada Taro, un nombre masculino común), 山田花子 (Yamada Hanako, un nombre femenino común), 名無しの権兵衛 (Nanashi-no-Gombee, 名無しの significa sin nombre, 兵衛 (hyoue) significa miembro del protector imperial y 権 (gon) siendo utilizado para describir títulos o posesiones, "Miembro sin nombre del protector imperial ". El término fue transformado a nanashi-gonbee, significado coloquial "Sin nombre Sr. así-y-así), 何野某 (Nanno Nanigashi), 土左衛門 (Dozaemon, un cadáver ahogado). |
| Letonia              | Jānis Bērziņš |
| Líbano               | Majhoul (En árabe: مجهول), Folan (Arábico: فلان) (equivalente femenino: Folana, فلانة), Elan (علان) como compañero. |
| Lituania             | Vardenis Pavardenis, Jonas Jonaitis, Petras Petraitis. |
| Macedonia            | Петар Петровски (Petar Petrovski). |
| Malasia              | Si Anu, Si Polan, Si Polan Bin Si Polan, Mat & Minah. |
| Malta                | Joe Borg |
| Mauricio             | Sa boug la (masculino); Safame la, Sapitin la (femenino). |
| México               | Fulano/fulano de tal/Juan/Juanito/Juana/Juanita/Pedro/Petra Pérez, Don Fulano de tal, Fulano, Fulanito de tal, Mengano, Perengano, Zutano, Zutanito, Juan. Perenganito, Menganito, Don Nadie, Pepito (nombre común dado al niño travieso de los chistes), Juan Nadie, Juan Pérez. Femenino equivalente: Fulanita, Fulanita de tal, Mengana, Menganita, Perenganita, Menganita de Tal, Zutana, Juana la Cotona, Un (sujeto, tipo) "X", Juana, Pepa y Chona (título dado a un grupo de señoras desconocidas), Hijo/a de Vecino, Güey. |
| Nepal                | Ram, Shyam, Hari, y otros como Chamar, Ram Kumar Deshar, Sigdel, and Jyapu. |
| Nicaragua            | Chico de los Palotes, Chico Perico, Fulanito de Tal, Juan Pueblo, Perenzejo. |
| Nigeria              | Lagbaja |
| Noruega              | N.N, Ola Nordmann, Kari Nordmann, Peder Ås |
| Nueva Zelandia       | Joe Bloggs, John Doe, Joe Blow. |
| Países Bajos         | Jan Jansen. Jan Modaal se utiliza en una manera similar al inglés the Joneses, particularmente referirse a la mayoría. Jan-Piet-Klaas utilizado como una palabra, así como Fulano, Mengano y Zutano. |
| Pakistán             | Falana (masculino), Falani (femenino). Esto deriva del equivalente persa (iraní). |
| Panamá               | Juan Pérez, Fulano de tal, Fulana, Zutano, Mengano. |
| Paraguay             | Juan Pérez, Fulano de tal, Zutano, Mengano, N.N. |
| Perú                 | Juan Pérez, Fulano de tal, Mengano, Zutano, Perengano, Perencejo, Pepito Pérez, Juanito Alcachofa, Juan Quispe, Beto, Perico de los Palotes, Serapio Torres (de "ser cualquier persona"). |
| Polonia              | N.N., Jan Kowalski, Jan Nowak (utilizado con el significado de un ciudadano medio). |
| Portugal             | Fulano, Sicrano, Beltrano, Indivíduo, Tipo, Gajo, Zé da Silva, Homenzinho, Mulherzinha, Rapazinho, Zé Povinho. |
| Puerto Rico          | Juan Pérez, Juan del Pueblo, Juan del Campo, Fulano de tal, Fulanito de tal, Zutano, Mengano, Sutanejo, Perensejo, Juan de los Palotes (en caso de una mujer, simplemente se cambia "Juana" por "Juan", "Fulana" por "Fulano", etcétera; con los niños se forma el diminutivo como "Juanito" o "Juanita", por ejemplo.). |
| Reino Unido          | Joe Bloggs, John Smith, A N Other, R Punter, "Tom, Dick, and Harry", Ronnie (o Ronny) Arbuckle. |
| República Checa      | Jan Novák, Karel Vomáčka, Tomáš Martiník, Jan Skočdopole. |
| República Dominicana | Fulano de tal, Fulanito de tal, Zutano, Mengano, Zutanejo, Perensejo, Juan de los Palotes. |
| Rumania              | Ion Popescu |
| Rusia                | Иванов Иван Иванович (Ivanov Ivan Ivanovich), Иванов, Петров, Сидоров (Ivanov, Petrov, Sidorov), Вася Пупкин (Vasya Pupkin), имярек (antigua abreviatura eslava de имя рекомое, ése es “nombre que se hablará”. Todavía usable; no es un nombre, sino una referencia a una persona, generalmente en el contexto de llenar una forma), refiriéndose a las entidades legales - ООО "Ромашка" (OOO "Romashka" - "Сamomile Limited liability company"), ООО "Рога и копыта" (OOO "Roga i Kopyta" - Horns & Hoofs LLC, remisión a "El Becerro de Oro" de Ilf y Petrov), ООО "Фунтик" (OOO "Foontik" - "Piglet LLC"), Завод "Красная синька" (Plant "Krasnaya Sin'ka"; un retruécano, en el cual la palabra “Krasnaya”, significa generalmente “rojo”, se utiliza con el significado “soviet/comunista”, y la palabra “sin'ka” significa el “azul que se lava”). |
| Serbia               | En documentos jurídicos, policía y corte, NN lice (NN persona) es usado. Todos los equivalentes son: Petar Petrović, Pera Perić, Marko Marković, Janko Janković. |
| Sudáfrica            | Koos van der Merwe, Piet Pompies. |
| Suecia               | (Herr/Fru) Svensson, Medelsvensson para el sueco medio; Kalle, Olle, Pelle, Nisse y Lisa cuando un nombre se necesita como ejemplo. "Nombre Nombre", Namn Namn o NN del Latín Nomen Nescio) se utiliza como procurador. |
| Suiza                | Herr und Frau Schweizer ("Sr. y Sra. Suizos"), Hans Meier, Hans Mustermann, Mr. Bünzli |
| Suajili              | Fulani |
| Tailandia            | นาย ก. (Nai Gor, literalmente Sr. Gor), นาง ก. (Nang Gor, literalmente Sra. Gor). Nótese ก. (Gor) es la primera letra en alfabeto tailandés. Otros nombran a la gente en la historia después de letras subsecuentes: ข (Kor, alta) ค (Kor, baja ), etc. |
| Turquía              | Sarı çizmeli Mehmet Ağa |
| Uruguay              | Fulano, Mengano, Zutano; Juan Pérez; Juan Mongo; Juan Pueblo; Fulano de tal; Don Nadie (como persona de poca importancia); Doña María (fem), Don José (masc) y Juan José. Un Rodriguez para indicar alguien común. |
| Venezuela            | Fulano, Fulano de tal, Mengano, Zutano, Perencejo, Pedro Pérez, Juan de los Palotes, Juan Bimba, Perico de Los Palotes, Esteban de Jesús, Estebita (diminutivo de Esteban), Pedrito, Juanito, Juana, Benito Quintero. |
| Vietnam              | Người giấu tên, Nguyễn Văn A (masculino), Trần Thị |